# Sachin Giri
Sachin Giri (ur. 9 lipca 1998) – indyjski zapaśnik walczący w stylu wolnym. Ósmy w Pucharze Świata w 2018. Drugi na mistrzostwach Azji juniorów w 2018. Trzeci na MŚ kadetów w 2015 roku.